# 卡嘎镇 (昂仁县)
卡嘎镇（藏語：གད་སྒང་），是中华人民共和国西藏自治区日喀则市昂仁县下辖的一个乡镇级行政单位。

## 行政区划
卡嘎镇下辖以下地区：
烈村、波热村、萨律村、退门村、帕热村、布嘎村、聂木昌村、帕嘎村、多典村、如多村、卡尔琼村、谢欧村、德吉林村、结迈村、南玛村、曲充村、雪村、卡嘎村、江嘎村、热龙村、唐嘎村、卓日村、日吾村、录龙村和措松村。